# Henri Osti
Henri Osti, nato Heinrich Ferdinand Friedrich Osti (Berlino, 19 marzo 1826 – Uppsala, 3 dicembre 1914), è stato un fotografo svedese, di origini tedesche.

## Biografia
Figlio di un tessitore italiano, studiò all'Accademia delle arti di Prussia di Berlino ed ebbe una tipografia artistico-litografica in città, ma fu costretto a lasciarla o a venderla al momento del suo arruolamento nell'esercito. Al suo rientro dopo tre mesi non riprese la vecchia attività per motivi ignoti. 
Nel 1852 si trasferì a Stoccolma, dove visse fino al 1865, nonostante avesse ricevuto anche altre offerte come ad esempio da San Pietroburgo. Fu a Stoccolma che Osti imparò l'arte della fotografia aprendovi uno studio nel 1856. Ne aprì un altro anche ad Uppsala nel 1859.
Un altro tedesco, Johannes Jaeger, formatosi come Osti alla stessa accademia berlinese, arrivò a Stoccolma nel 1857, aprendovi uno studio fotografico, in breve tempo divenne molto famoso tanto da attirare nel proprio studio i membri dell'alta società svedese, dedicandosi anche alla stereoscopia, e divenendo uno dei fotografi favoriti della corte reale, nonché il fotografo del Museo nazionale di Stoccolma.
Divenuto Jaeger troppo "ingombrante" a Stoccolma, Osti decise di trasferirsi a Uppsala dove ebbe un ruolo di rilievo, dove fu attivo per quasi 50 anni ed anzi considerato per molti anni il principale fotografo della città. Con le sue fotografie, Osti si aggiudicò vari premi e prese parte a varie esposizioni, tra le quali a Vienna nel 1873 e 1875, a Uppsala nel 1874, a Filadelfia nel 1876 e a Parigi nel 1878. Il suo lavoro non si limitò al ritratto ma anche al paesaggio, alla trasformazione urbana e ai gruppi sociali della città. Inoltre, insieme al meteorologo Hugo Hildebrand Hildebrandsson fotografò varie formazioni nuvolose per scopi scientifici che vennero poi raccolte in un album.
Nel 1929, la "Uppland Archaeological Society" acquistò dalla vedova Emma Jerving Osti la collezione del marito che comprendeva circa 16 000 negativi al collodio e altri negativi su lastra di vetro. La collezione fu depositata presso la Biblioteca dell'Università di Uppsala Carolina Rediviva, dove è conservata.

## Galleria d'immagini

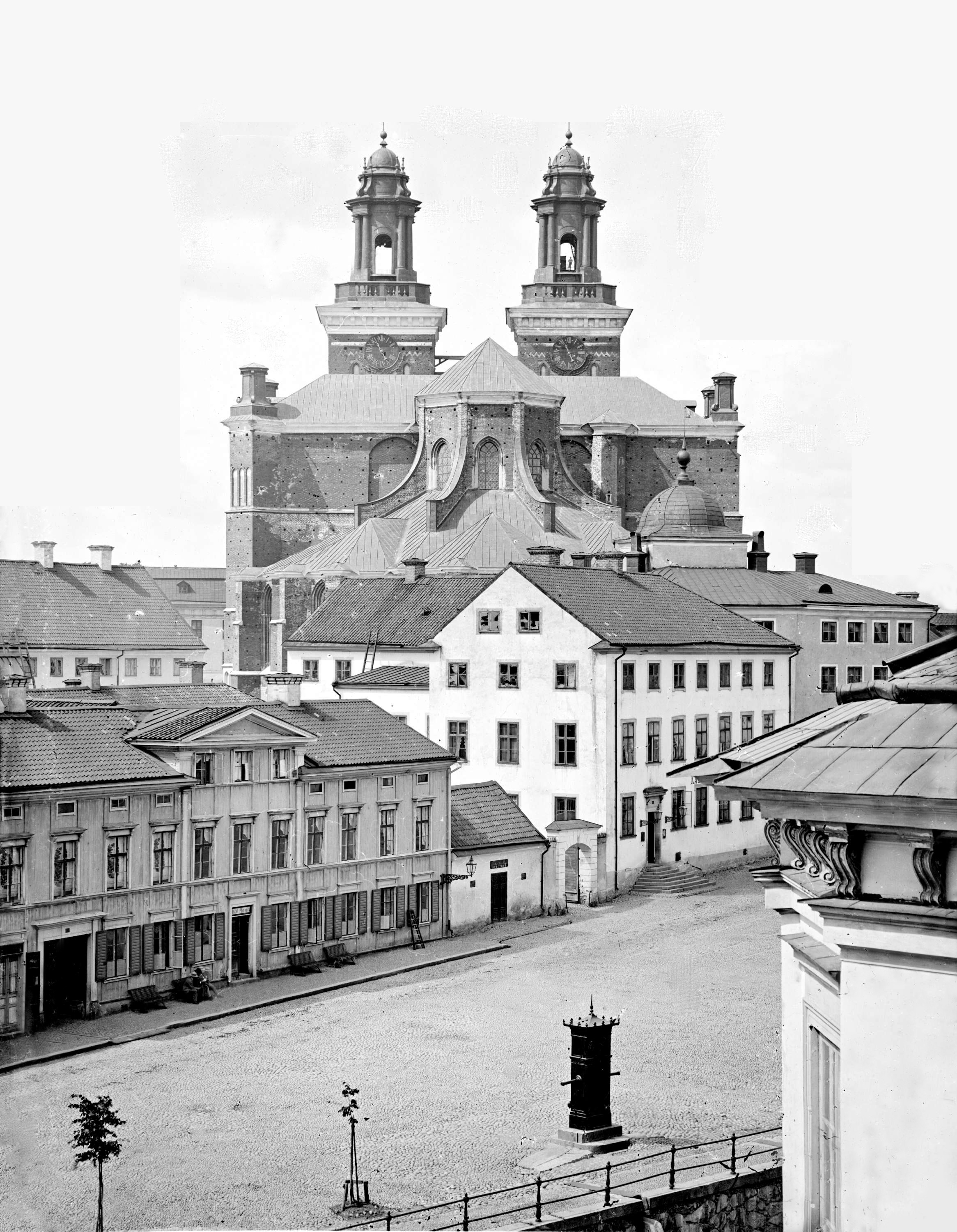
la Cattedrale di Uppsala, 1860 circa
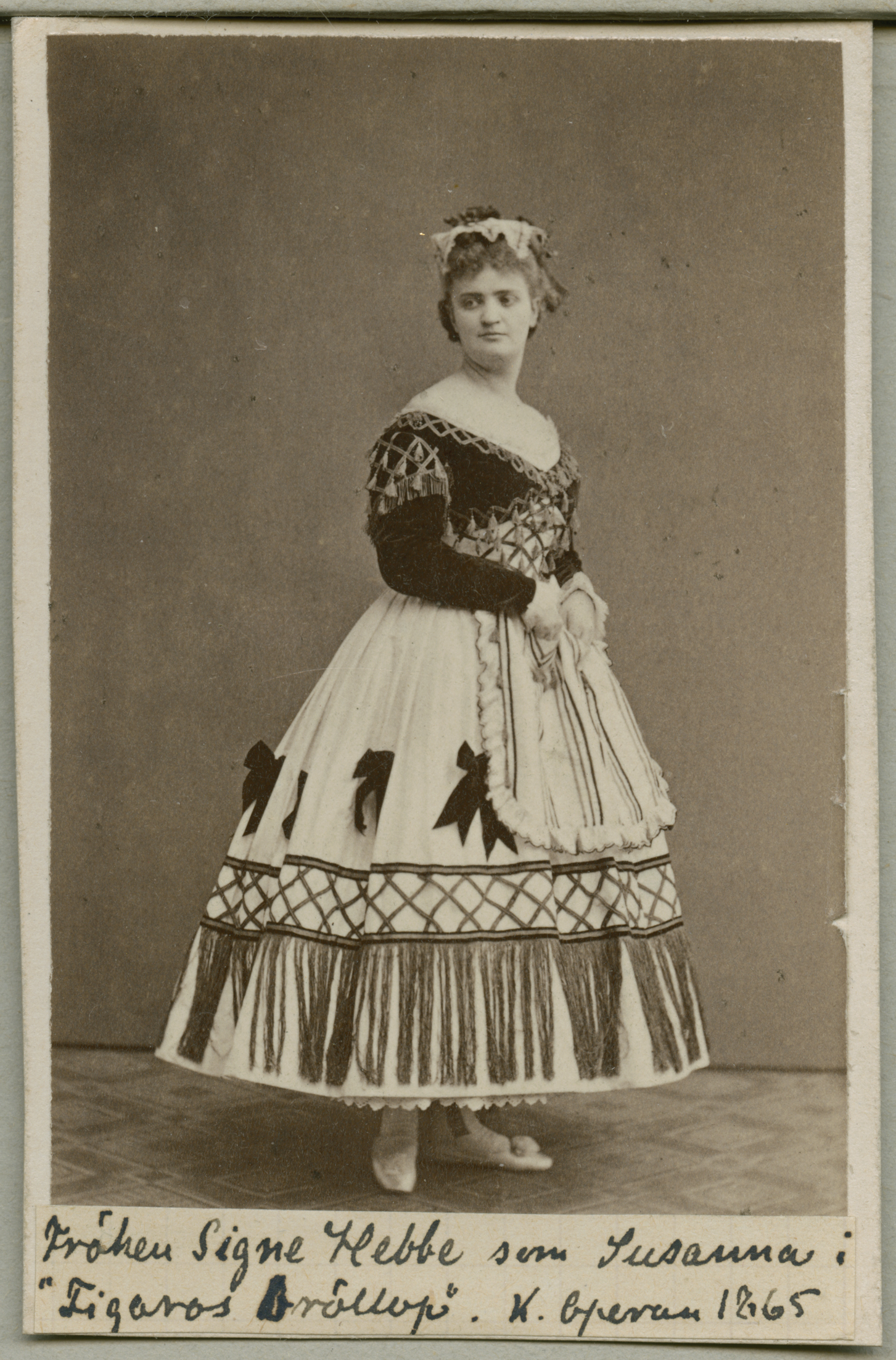
la cantante lirica Signe Hebbe, 1865
l'attrice Zelma Hedin, 1871, sorellastra di Gurli Åberg
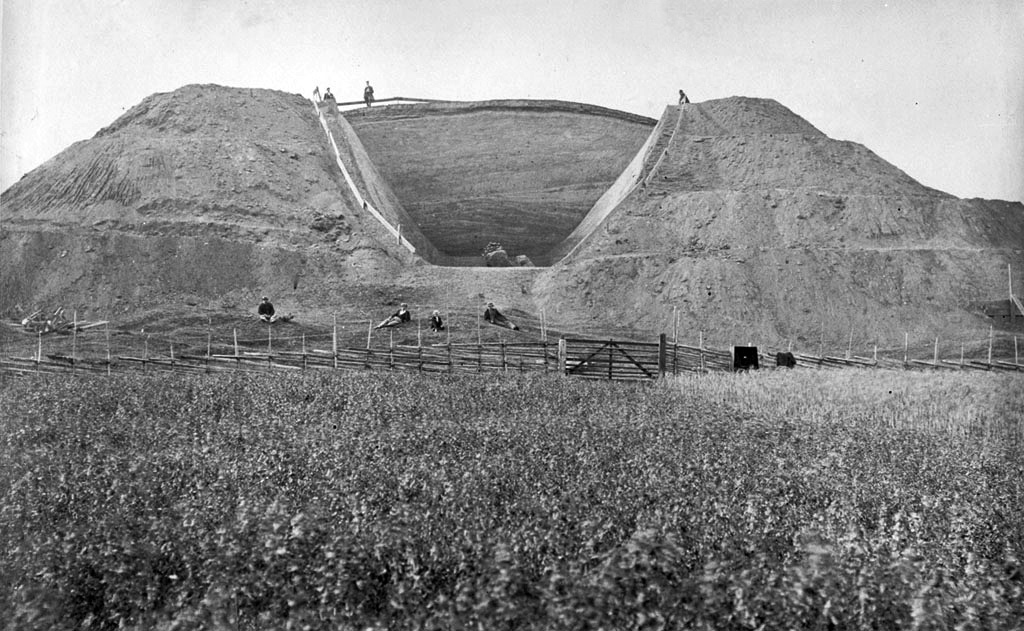
Scavi archeologici dei tumuli a Gamla Uppsala, 1874
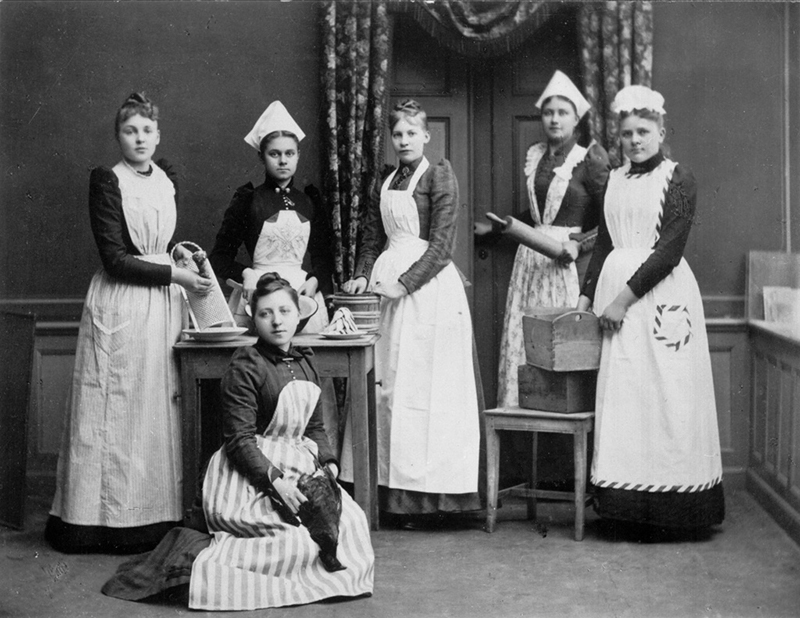
Studentesse di Economia Domestica di Uppsala, 1900 circa